# 에카테리나 테오도로이우
에카테리나 테오도로이우(루마니아어: Ecaterina Teodoroiu, 1894년 1월 14일 ~ 1917년 8월 22일)는 제1차 세계 대전 발칸 전역에 참전한 루마니아의 육군 장교로서, 병과는 보병이었다.
1917년 교전 중 전사했다. 전사한 날짜인 1917년 8월 22일은 신력으로 9월 3일이 되는데, 루마니아가 1919년까지 그레고리력(신력)이 아닌 율리우스력(구력)을 사용하였기 때문이다. 루마니아의 전쟁 영화인 죽음의 트라이앵글에서 나온 인물 중 루마니아의 국왕 페르디난드 1세, 루마니아 육군 원수 알렉산드루 아베레스쿠와 함께 실존 인물 중 하나이다.

## 유년기
1894년 1월 14일 올테니아의 역사적인 지역인 버데니(現 트르구지우의 일부)에서 농민인 바실레 토데로이우와 엘레나 토데로이우 사이에서 딸로 태어났다. 두 부부에게는 아들 다섯(니콜라에, 에프티미에, 안드레이, 이온, 바실레)과 딸 둘(엘리자베타, 사비나)이 있었다. 4년 동안 버데니와 트르구지우의 학교에서 수학하였고 이후 부쿠레슈티의 한 여학교에서 수학하였고 그 곳을 졸업하였다. 이후 교사로 활동하였다.

## 군 경력
1916년 8월 27일 루마니아가 영국 등의 요구로 연합국으로 참전하자, 처음에는 루마니아 걸스카우트 연맹 소속의 간호사로 활동하다가 육군 중사이자 오빠인 니콜라에 테오도로이우(Nicolae Teodoroiu)가 그 해 10월 30일 전사하였다는 소식을 듣고 여군에 입대하였다.
1917년 3월 10일 비르투테아 밀리타러(Virtutea Militară) 2등급 훈장을 받았고, 같은 달 17일에는 비르투테아 밀리타러 1등급 훈장을 받았다. 1917년 8월 22일(신력 9월 3일), 루마니아군은 독일 제115보병사단 40예비연대의 공격을 받았는데, 그녀가 이끄던 소대원들은 독일군의 기습 공격을 받았고, 그녀 역시 독일군의 기관총에 가슴과 머리를 맞고 전사했다. 전사 당시 유언에는 "제군들이여, 돌격하라! 포기하지 마라! 나는 제군들과 함께 있다."고 작성되어 있었다.

## 갤러리

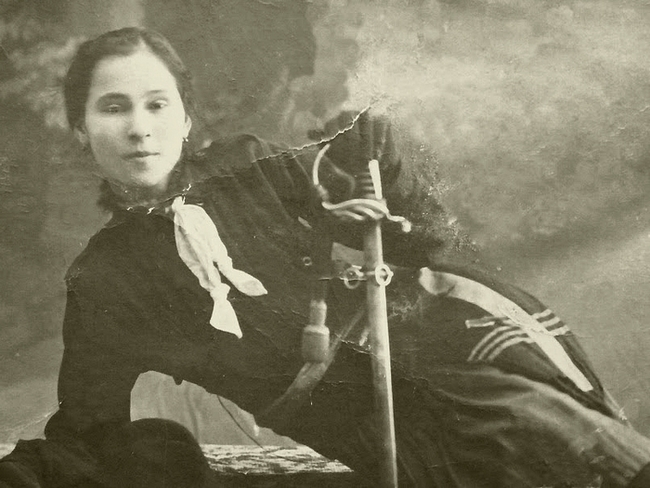
1916년에 찍힌 사진
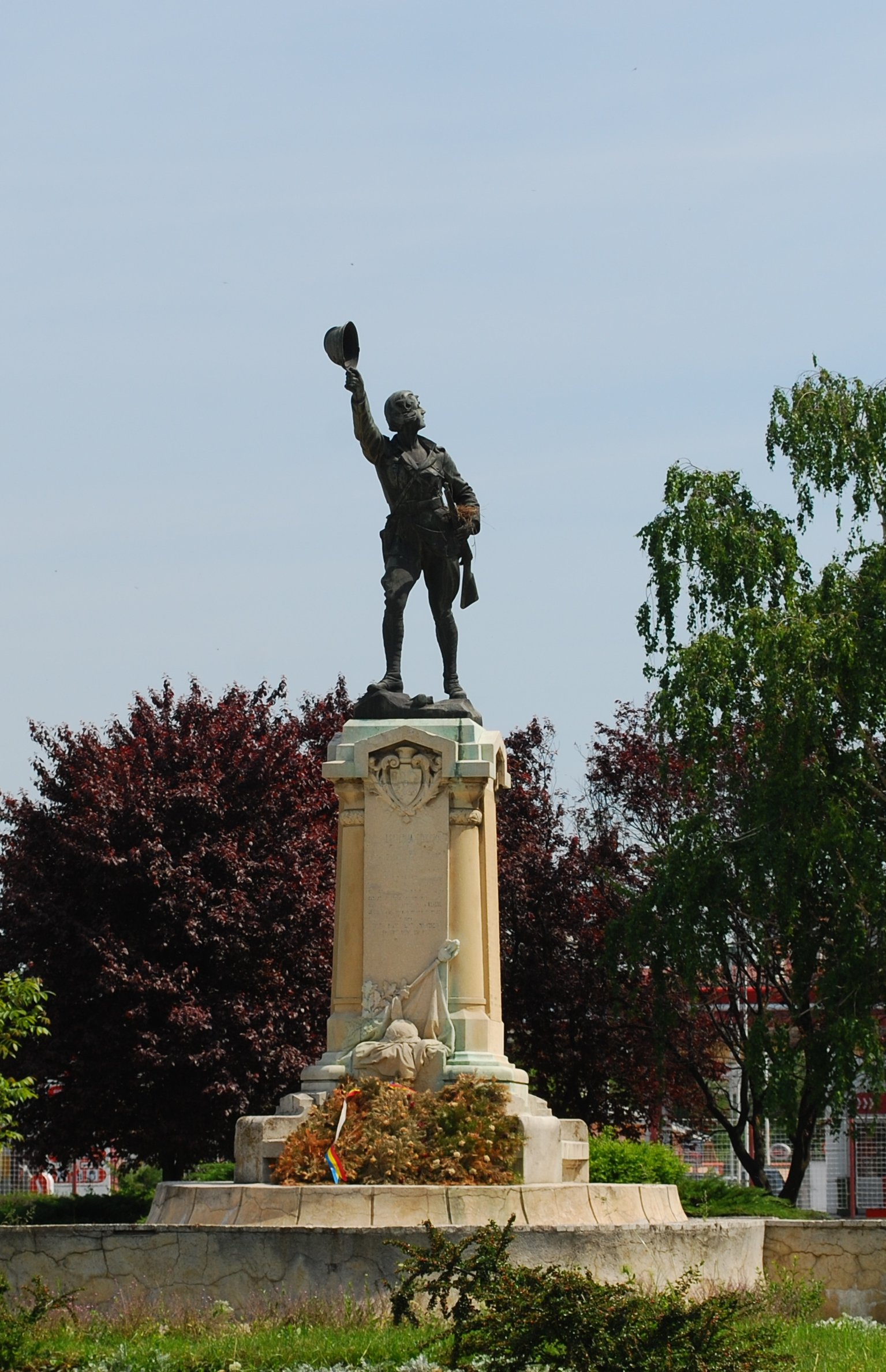
슬라티나의 테오도로이우 소위 동상
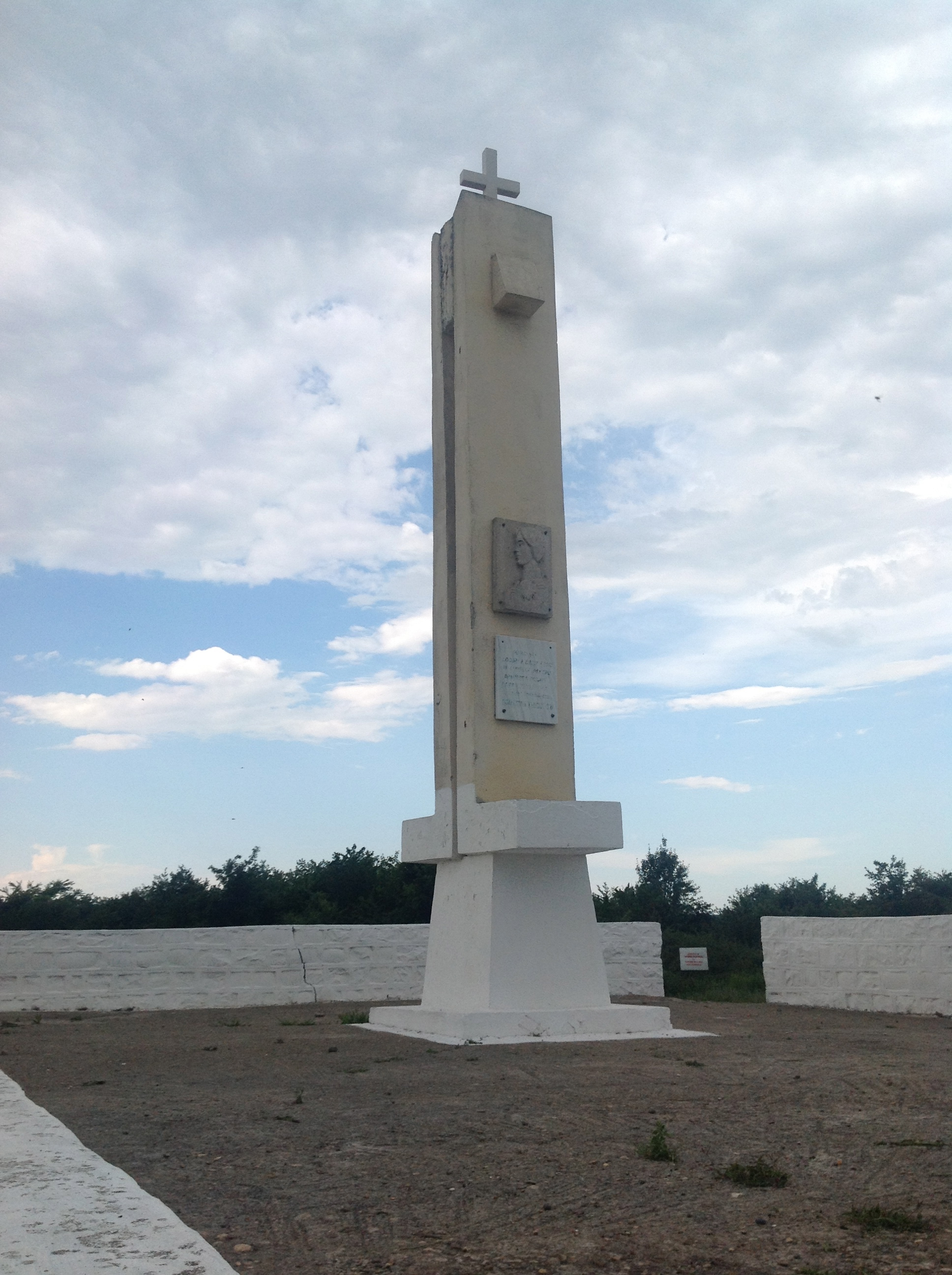
테오도로이우 소위의 묘지

## 영화
- 죽음의 트라이앵글, 1999년